# Hérica Tibúrcio
Hérica Tibúrcio (nascida em 1 de janeiro de 1993) é uma lutadora brasileira de artes marciais mistas (MMA) que compete no Invicta FC na divisão de peso-átomo e é ex-campeã peso atômico do Invicta FC. Ela também é a campeã mais jovem da história da organização: conquistou o título em sua primeira luta, aos 21 anos, fora de seu país natal e no peso-átomo.
A primeira defesa de título de Hérica aconteceu no Invicta FC 13, em 10 de julho de 2015, contra Ayaka Hamasaki. Hérica perdeu a luta por decisão dividida.

## Campeonatos e conquistas

### MMA
- Campeonato de Luta Invicta
  - Campeão Peso Atômico do Invicta FC (uma vez)
  - Campeão mais jovem da história do Invicta FC (21)
  - Performance da Noite (duas vezes) vs. Michelle Waterson e Simona Soukupova
  - Luta da Noite (Uma vez) vs. Michelle Waterson
- Prêmios de MMA Feminino
  - Luta do Ano de 2014 vs. Michelle Waterson em 5 de dezembro
- FightBooth.com
  - A virada do ano de 2014 vs. Michelle Waterson em 5 de dezembro[4]

## Recorde de artes marciais mistas
| Cartel no MMA   |             |            |
| 16 lutas        | 11 vitórias | 5 derrotas |
| Por nocaute     | 0           | 0          |
| Por finalização | 7           | 0          |
| Por decisão     | 4           | 5          |

| Res.    | Cartel | Oponente               | Método                       | Evento                                | Data                   | Round | Tempo | Local                                 | Notas |
| ------- | ------ | ---------------------- | ---------------------------- | ------------------------------------- | ---------------------- | ----- | ----- | ------------------------------------- | --- |
| Derrota | 11–5   | Jéssica Delboni        | Decisão (unânime)            | Invicta FC 42: Cummins vs. Zappitella | 17 de setembro de 2020 | 3     | 5:00  | Kansas City, Kansas, Estados Unidos   | |
| Vitória | 11–4   | Tessa Simpson          | Decisão (split)              | Invicta FC 23: Porto vs. Niedźwiedź   | 20 de maio de 2017     | 3     | 5:00  | Kansas City, Missouri, Estados Unidos | |
| Vitória | 10–4   | Simona Soukupova       | Decisão (unânime)            | Invicta FC 20: Evinger vs. Kunitskaya | 18 de novembro de 2016 | 3     | 5:00  | Kansas City, Missouri, Estados Unidos | Performance da noite. |
| Derrota | 9–4    | Jinh Yu Frey           | Decisão (unânime)            | Invicta FC 16: Hamasaki vs. Brown     | 11 de março de 2016    | 3     | 5:00  | Las Vegas, Nevada, Estados Unidos     | |
| Derrota | 9–3    | Ayaka Hamasaki         | Decisão (split)              | Invicta FC 13: Cyborg vs. Van Duin    | 9 de julho de 2015     | 5     | 5:00  | Las Vegas, Nevada, Estados Unidos     | Perdeu o cinturão do Invicta FC Atomweight Championship                                                                                        |
| Vitória | 9–2    | Michelle Waterson      | Submissão (guillotine choke) | Invicta FC 10: Waterson vs. Tiburcio  | 5 de dezembro de 2014  | 3     | 1:04  | Houston, Texas, Estados Unidos        | Debut Invicta FC e Peso-Átomo. Ganhou o cinturão do Invicta FC Atomweight Championship. Luta da Noite. Performance da Noite. Luta WMMA do Ano. |
| Vitória | 8–2    | Aline Sattelmeyer      | Decisão (unânime)            | MMA Super Heroes 3                    | 30 de março de 2014    | 3     | 5:00  | São Paulo, Brasil                     | |
| Vitória | 7–2    | Chayen Aline Gaspar    | Submissão (armbar)           | Talent MMA Circuit 5: Campinas 2013   | 23 de novembro de 2013 | 1     | 1:57  | São Paulo, Brasil                     | |
| Vitória | 6–2    | Kinberly Tanaka Novaes | Submissão (armbar)           | MMA Super Heroes 1                    | 13 de julho de 2013    | 3     | 3:54  | São Paulo, Brasil                     | |
| Derrota | 5–2    | Cláudia Gadelha        | Decisão (unânime)            | Max Sport 13.2                        | 11 de maio de 2013     | 3     | 5:00  | São Paulo, Brasil                     | |
| Derrota | 5–1    | Camila Lima            | Decisão (split)              | Supreme Fight Championship            | 1 de dezembro de 2012  | 3     | 5:00  | São Paulo, Brasil                     | |
| Vitória | 5–0    | Cyrlania Onelina Souza | Submissão (armbar)           | Pink Fight 2                          | 10 de março de 2012    | 1     | 3:30  | Rio de Janeiro, Brasil                | |
| Vitória | 4–0    | Alessandra Silva       | Decisão (unânime)            | Pink Fight                            | 29 de janeiro de 2012  | 3     | 5:00  | Bahia, Brasil                         | |
| Vitória | 3–0    | Bruna Paiffer          | Submissão (guillotine choke) | Full Heroes Battle 4                  | 25 de junho de 2011    | 1     | 3:10  | Paranaguá, Brasil                     | |
| Vitória | 2–0    | Camila Lima            | Submissão (guillotine choke) | Centurion Fight Combat                | 18 de junho de 2011    | 1     | 2:30  | São Paulo, Brasil                     | |
| Vitória | 1–0    | Daniela Souza          | Submissão (armbar)           | FPMMA Combat                          | 30 de maio de 2011     | 1     | 0:56  | São Paulo, Brasil                     | |